# Thismia lauriana
Thismia lauriana là một loài thực vật có hoa trong họ Burmanniaceae. Loài này được Jarvie miêu tả khoa học đầu tiên năm 1996.